# Jakob Hofsess
Jakob Hofsess (* 16. Jahrhundert; † 16. April 1575 in Murrhardt) war ein Murrhardter Klostervogt und Verwalter.

## Leben und Wirken
Jakob Hofsess wurde in Heimsheim geboren, das Geburtsjahr ist unbekannt.
Kurz nach Aufhebung der Reichsacht gegen Herzog Ulrich von Württemberg und der Rückkehr des Herzogs aus der Verbannung wurde Hofsess von diesem zum Vogt des Klosters Murrhardt bestellt, um auch in dieser katholischen Abtei die Reformation durchzusetzen. Scheiterte ein erster Versuch des Vogtes noch am Widerstand der Murrhardter Mönche um Abt Martin Mörlin, so trat Hofsess sein Amt endgültig am 22. Januar 1536 an, hob auf Befehl des Herzogs die Abtei auf und verwies den Konvent bis auf Abt Mörlin, seinen Prior Thomas Carlin sowie zwei gebrechliche Mönche aus dem Kloster. Nach der Aufhebung der Murrhardter Abtei übernahm Hofsess vollständig die Kontrolle über das Kloster und die Stadt Murrhardt; zudem unterband er strikt alle Kontakte der verbliebenen Mönche außerhalb der Klostermauern. Die nach der Niederlage des protestantischen Bundes im Schmalkaldischen Krieg von Kaiser Karl V. im Jahr 1548 verfügte Einquartierung spanischer Truppen samt Plünderungen und Zerstörungen konnte Jakob Hofsess nicht verhindern – er blieb aber auch nach der Wiederbelebung des klösterlichen Lebens während des Interims maßgeblich für die Geschicke Murrhardts.
Nachdem er seinen Sohn Otto Leonhard Hofsess als Novize in das Murrhardter Kloster gegeben hatte, gelangte 1552 sogar das geistliche Leben Murrhardts in die Hand seiner Familie – offenbar auf seinen Ratschlag hin ernannte Herzog Christoph von Württemberg diesen Sohn zum Abt des Klosters Murrhardt.

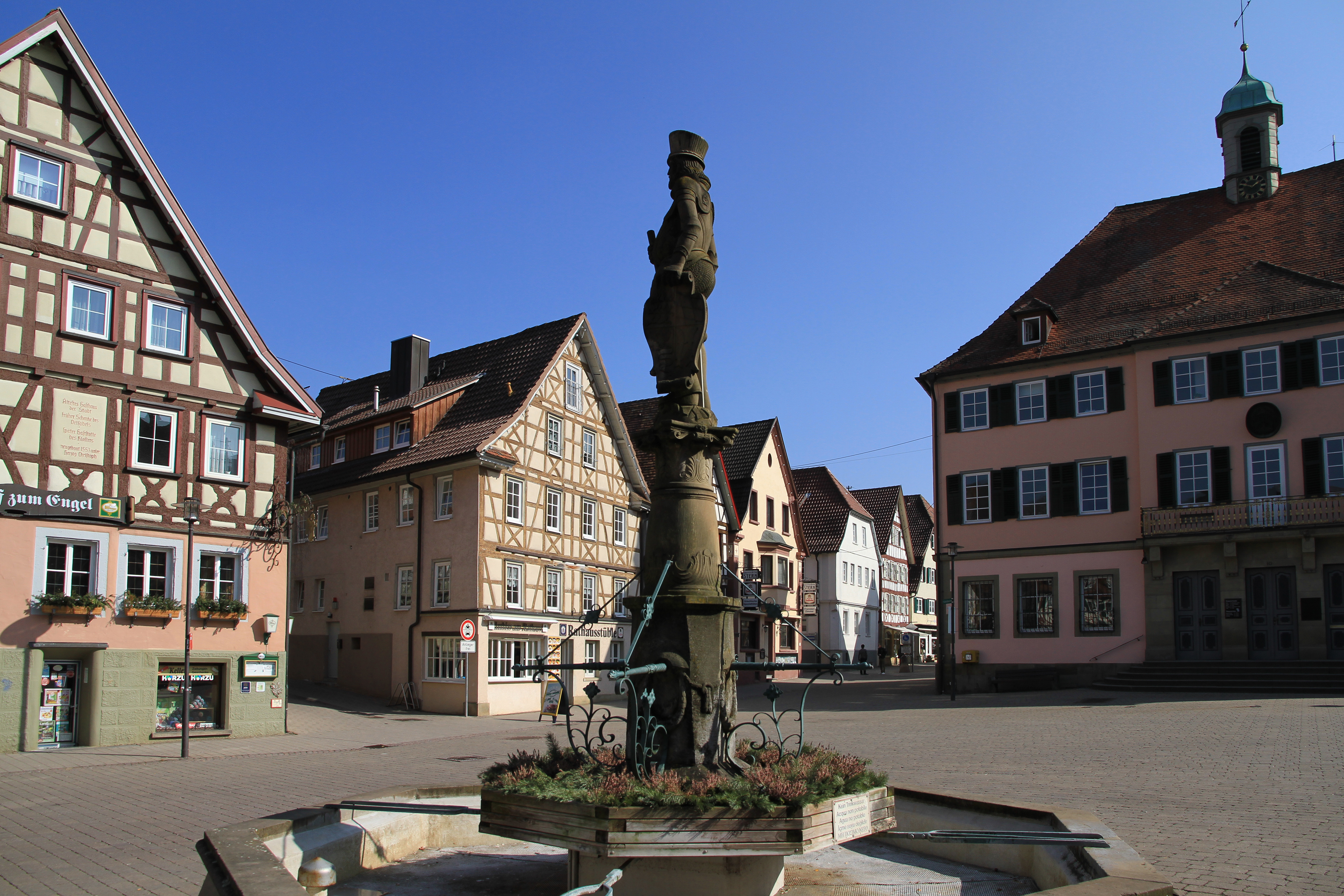
Marktplatz von Murrhardt mit Marktbrunnen

Als Vogt des Klosters und der Stadt Murrhardt häufte Jakob Hofsess durch Boden- und Grundstücksspekulationen sowie der Unterschlagung von Einnahmen, die an den Hof des Herzogs von Württemberg abzuführen waren, ein für die damalige Zeit beachtliches Vermögen an. Erst als offenkundig wurde, in welchem Umfang der Vogt Gelder aus Amtsangelegenheiten hinterzogen und dabei auch nicht vor Urkundenfälschung zurückgeschreckt hatte, gebot ihm Herzog Christoph Einhalt. Im Jahr 1574 führten einige Räte des Herzogs eine Revision der Amtsgeschäfte in Murrhardt durch und stellten fest, dass Hofsess im Laufe der Jahre die immense Summe von 7000 Gulden unterschlagen hatte. Mit Abschluss der Untersuchung wurde Jakob Hofsess mit seinem Sohn, dem Abt des Klosters, verhaftet und im württembergischen Staatsgefängnis Burg Hohenneuffen inhaftiert. Nach einem Prozess, bei dem auch die Peinliche Befragung zur Anwendung kam, wurde Hofsess zum Tode durch den Strang, nach Fürbitten jedoch dann zum Tode durch das Schwert verurteilt.
Am 16. April 1575 wurde Jakob Hofsess schließlich auf dem Murrhardter Marktplatz, an der Stelle des heutigen Marktbrunnens, auf Befehl Herzog Christophs öffentlich enthauptet.

## Sonstiges
Im Laufe seiner Amtsführung als württembergischer Klostervogt konnte Jakob Hofsess in Murrhardt beinahe unbeschränkt Geld und Besitztümer erwerben – vermutlich gelang es ihm nach der Zerstörung Murrhardts durch die Spanier 1548, günstig eine große Zahl von Grundstücken und Häusern, darunter die noch heute bewirtschafteten Gasthäuser Engel und Hirsch, in seinen Besitz zu nehmen.
Das Murrhardter Klosterlagerbuch von 1576, heute im Besitz des Hauptstaatsarchives Stuttgart, gibt noch immer einen Eindruck vom erheblichen Umfang der Besitztümer des Jakob Hofsess.